# Franciszek Buszka
Franciszek Antoni Buszka (ur. 4 lipca 1940 w Lipinach, obecnie dzielnica Świętochłowic) – polski polityk, poseł na Sejm PRL IX kadencji.

## Życiorys
W 1958 podjął pracę w Przedsiębiorstwie Robót Inżynieryjnych Przemysłu Węglowego w Katowicach, kolejno jako mistrz, kierownik robót oraz zastępca naczelnego inżyniera. W 1974 uzyskał tytuł zawodowy magistra inżyniera budownictwa lądowego na Politechnice Śląskiej. W latach 1985–1989 pełnił mandat posła na Sejm PRL IX kadencji, reprezentując okręg Chorzów. Zasiadał w Komisji Budownictwa, Gospodarki Przestrzennej, Komunalnej i Mieszkaniowej.
Przez wiele lat był dyrektorem Świętochłowickiego Przedsiębiorstwa Robót Inżynieryjnych Przemysłu Węglowego (Prinżbud). 6 marca 2007 został członkiem prezydium Stowarzyszenia Absolwentów Państwowych Szkół Budownictwa w Bytomiu. Został też członkiem prezydium i rzecznikiem prasowym Śląskiej Okręgowej Izby Inżynierów Budownictwa, a także wiceprezesem Śląskiej Izby Budownictwa.

## Odznaczenia
- Krzyż Oficerski Orderu Odrodzenia Polski (1998)[1]
- Krzyż Kawalerski Orderu Odrodzenia Polski[2]
- Złoty Krzyż Zasługi
- Srebrny Krzyż Zasługi
- Medal 40-lecia Polski Ludowej
- Złota Odznaka Honorowa za Zasługi dla Województwa Śląskiego[2]